# تاج القرينة

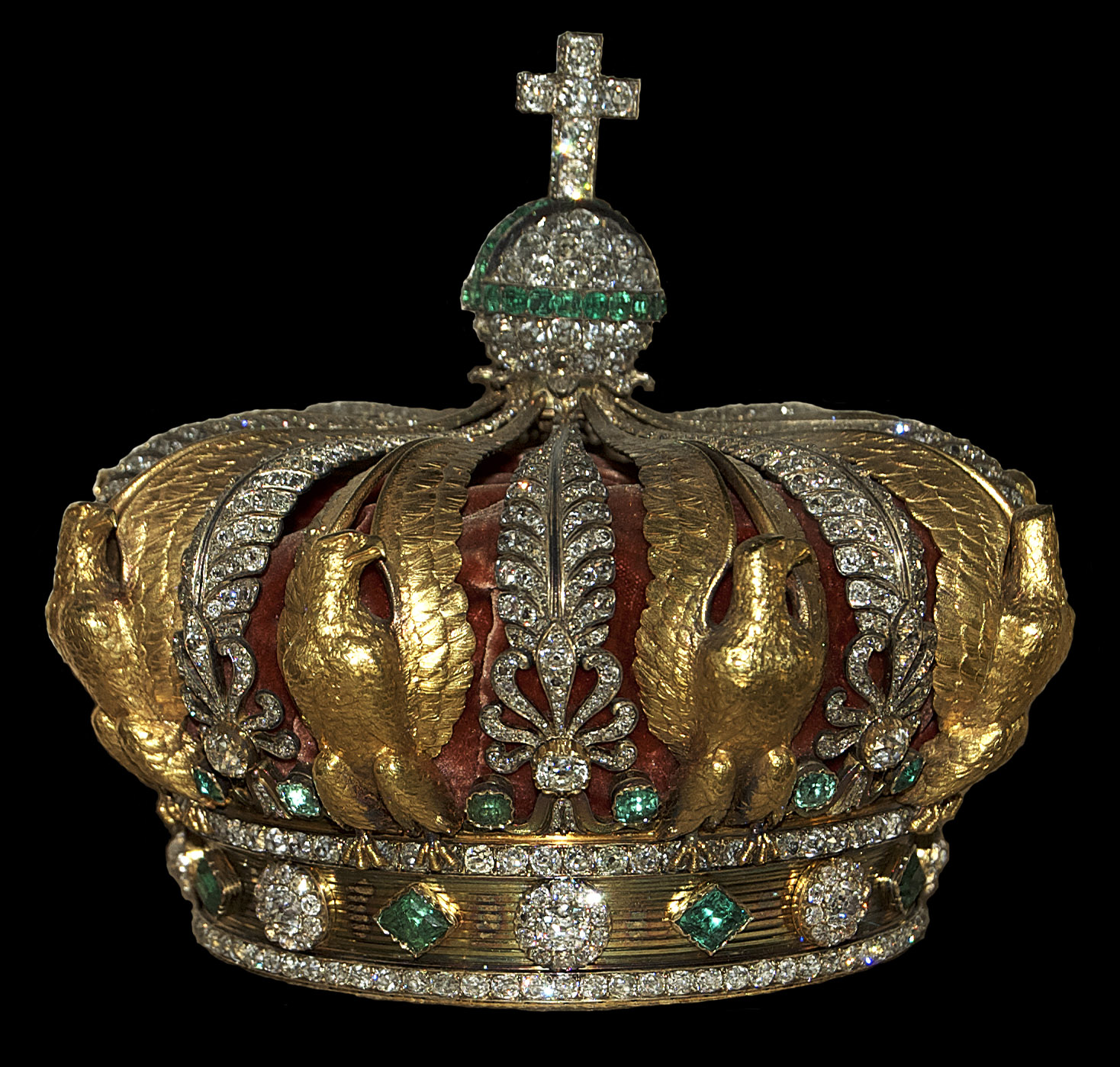
التاج الذي صنع خصيصًا للإمبراطورة أوجيني.

تاج القرينة هو تاج ترتديه قرينة الملك لتتويجها أو في المناسبات الرسمية.
على عكس الملوك الذين قد يرثون تاجًا واحدًا أو أكثر، كان للقرينات أحيانًا تيجانًا خاصة تُصنع من أجلهم فقط ولا ترتديها أي قرينة أخرى بعدهم.
ارتدت جميع قرينات الملوك البريطانيات في القرن العشرين بالإضافة إلى ألكسندرا ملكة الدنمارك، والملكة ماري والملكة إليزابيث التيجان المصنوعة خصيصًا لهن والتي صنعت في أعوام 1902 و 1911 و 1937 على التوالي (عاشت كل واحدة منهن فترة أطول من زوجها، ولكن بصفتها أرملة  احتفظت باللقب والتاج والأوسمة الملكية الأخرى حتى وفاتها). ارتدت قرينات الملوك الإنجليزيين والبريطانيبن السابقات تاج الملكة ماري زوجة الملك جيمس الثاني حتى عهد الملكة أديلايد قرينة الملك ويليام الرابع التي صنع لها تاج جديد خصيصًا لها.
لم يكن في روسيا الإمبريالية تيجان خاصة وفريدة للقرينات، إذ كانت هناك نية لاستخدام تاج الإمبراطورية الأدنى لتتويج جميع القرينات وبعد ذلك لم يرتدن أية تيجان.

## أشهر تيجان القرينات
- الدنمارك
  - تاج رفيقة الملكة
- فرنسا
  - تاج الإمبراطورة أوجيني
- المجر
  - تاج الملكة
- إيران
  - تاج الإمبراطورة
- النرويج
  - تاج الملكة
- بولندا
  - تاج الملكة
  - [تاج الملكة ماريا جوزيفا
- رومانيا
  - تاج الملكة إليزابتا
  - تاج الملكة ماريا
- روسيا
  - تاج الإمبراطورية الصغير (استخدمت تساريتسا التاج عند الزواج، عندما كانت مُتوجة)
  - تاج تساريستا ماريا فيودوروفنا
- إسبانيا
  - تاج رفيقة الملكة (استخدمته الملكة مرسيدس والملكة ماريا كريستينا وفيكتوريا أوجيني)
- السويد
  - تاج رفيقة الملكة
- المملكة المتحدة
  - تاج الملكة أديليد
  - تاج الملكة ألكساندرا
  - تاج الملكة ماري
  - تاج الملكة إليزابيث (الملكة إليزابيث والدة الملكة ورفيقة جورج الرابع)
  - إنجلترا
    - تاج ماري مودينا